# A’isza bint Abi Bakr

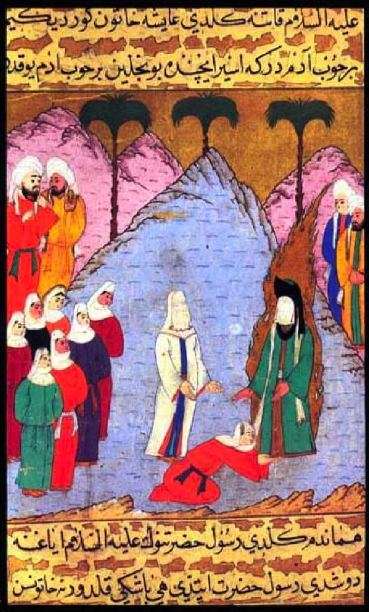
Mahomet i A'isza, miniatura z Siyer-i Nebi

A’isza bint Abi Bakr, arab. ‏عائشة بنت أَبي بكر‎, ur. ok. 614 w Mekce, zm. 13 lipca 678 w Medynie – żona Mahometa i córka Abu Bakra, tradycyjnie uważana za „najsłynniejszą kobietę wczesnego islamu”.
Jako córka Abu Bakra i ulubiona żona Mahometa A'isza cieszyła się ogromnym prestiżem wśród pierwszych muzułmanów. Najważniejszym wydarzeniem w okresie jej życia z Prorokiem był tzw. „incydent kłamstwa” (hadis al-ifk), który stał się podstawą koranicznego objawienia i dał początek osobistej niechęci A'iszy do Alego (656–661). Po śmierci Proroka A'isza została młodą bezdzietną wdową bez możliwości zamążpójścia, jednak jej potrzeby finansowe zostały zabezpieczone przez muzułmańską wspólnotę. Publicznie krytykowała postępowanie kalifa Usmana (644–656), zaś po jego śmierci z całą mocą zaangażowała się przeciwko kalifatowi Alego. A'isza i jej sojusznicy, Talha i Zubajr, zostali jednak pokonani w Bitwie Wielbłądziej. Po bitwie Ali odesłał A'iszę do Medyny z wszelkimi należnymi jej honorami i był to koniec jej działalności politycznej. Udział A'iszy w walce przeciwko Alemu w późniejszej muzułmańskiej tradycji stał się podstawą do sformułowania zakazu uczestniczenia kobiet w polityce. Resztę życia A'isza spędziła w Medynie, poświęcając swój czas głównie religijnemu nauczaniu. Pozostawiła po sobie ogromny dorobek zarówno jako przekazicielka tradycji (hadisów), jak i komentatorka Koranu oraz autorka wielu fatw. Jej najważniejszym uczniem był Urwa ibn az-Zubajr.

## Życiorys
Była córką Abu Bakra i Umm Ruman bint Umajr z plemienia Banu Kinana. Miała być obiecana jako małżonka swojemu kuzynowi Dżubajrowi ibn Mut'imowi, jednak kiedy zainteresowanie nią wyraził Mahomet, Abu Bakr uzgodnił z rodziną Dżubajra odstąpienie od tego przyrzeczenia. Zgodnie z większością źródeł A'isza miała formalnie poślubić Mahometa po śmierci Chadidży (619) i mniej więcej trzy lata przed hidżrą (622), kiedy miała sześć albo siedem lat. Małżeństwo miało jednak zostać skonsumowane dopiero po ucieczce Mahometa z Mekki do Medyny, po hidżrze (8 kwietnia) 623 roku, kiedy A'isza miała dziewięć albo dziesięć lat. Część tradycji umieszcza zawarcie małżeństwa A'iszy z Mahometem właśnie w tej dacie w Medynie, nie wspominając o żadnym zawarciu kontraktu ślubnego w Mekce i dopiero późniejszym jego skonsumowaniu w Medynie. Z kolei według chronologii Ibn Challikana, którą potwierdza świadectwo Hiszama ibn Urwy zachowane u Ibn Sada, A'isza w momencie zawarcia małżeństwa miała mieć dziewięć lat, a w momencie jego skonsumowania dwanaście. Szereg tradycji opisuje jak A'isza miała zabrać swoje zabawki do domu Mahometa i Prorok miał się nimi bawić razem z nią. Podobnie jak w innych częściach ówczesnego świata małżeństwo dzieci nie było rzadką praktyką w ówczesnej Arabii i „często zawierano je z powodów politycznych pomiędzy wpływowymi rodzinami. Ponieważ A'isza była córką Abu Bakra, jednego z najbliższych towarzyszy Mahometa i jego zaufanego sprzymierzeńca od początku jego prorockiej misji, ten związek niósł ze sobą silne polityczne implikacje”.
A'isza była najmłodszą żoną Mahometa i jedyną, którą poślubił jako dziewicę (wszystkie pozostałe były wdowami). Zgodnie z tradycją ze względu na swoją urodę i osobowość szybko miała się stać jego ulubioną małżonką. Spośród innych żon Mahometa miała szczególnie przyjaźnić się z Hafsą, córką Umara (634–644). Zgodnie z zachowanymi słowami A'iszy uważała ona iż razem z Hafsą stanowią „jedną rękę”. Bez wątpienia najważniejszym wydarzeniem w życiu A'iszy w okresie kiedy była małżonką Proroka był tzw. „incydent kłamstwa” (hadis al-ifk), do którego doszło w roku 628. Mahomet powracał z kampanii przeciwko Banu Mustalik, w towarzystwie A'iszy. Podczas postoju, niezbyt daleko od Medyny, A'isza oddaliła się od obozu w poszukiwaniu zgubionego fragmentu biżuterii. Tymczasem Mahomet nakazał wymarsz, zaś nikt nie zauważył, że za zasłoną siedziska A'iszy na jej wielbłądzie nikogo nie ma. Kiedy A'isza powróciła na miejsce obozowania, nikogo już nie było i ostatecznie zabrał ją do Medyny przypadkowo spotkany młody mężczyzna o imieniu Safwan ibn al-Mu'attal. Samotny powrót A'iszy w towarzystwie młodego mężczyzny szybko doprowadził do pojawienia się w stosunku do niej oskarżeń o cudzołóstwo ze strony wpływowych ludzi, w tym przede wszystkim Abd Allaha ibn Ubajja, wodza Al-Chazradż. Mahomet szukał rady u Alego ibn Abi Taliba (656–661) i Usamy ibn Zajba. Pierwszy radził oddalić A'iszę, podczas gdy drugi żarliwie ją bronił. Hassan ibn Sabit, poeta związany z Mahometem, miał ułożyć kilka satyrycznych wersów przeciwko A'iszy wzbudzając jej gniew. Stosunki A'iszy z Prorokiem uległy na pewien czas zerwaniu i miała ona znaleźć schronienie w domu swoich rodziców. Niedługo potem jej imię zostało oczyszczone przez objawienie, które miało spłynąć na Mahometa („Koran”, XXIV, 11-17), piętnujące rozpowszechniających fałszywe oskarżenia przeciwko niej. Przekazane wówczas przez Proroka wersy miały stać się podstawą dla zasad przeprowadzania dowodu cudzołóstwa w klasycznym prawie muzułmańskim, w szczególności zaś dla wymagania czterech naocznych świadków aktu zdrady (XXIV, 13). Inny wers ostrzega tych, którzy oczerniają cnotliwe kobiety bez przedstawiania tychże świadków, z karą za pomówienie w postaci osiemdziesięciu batów (XXIV, 4). „Później, kiedy jej niepokój stał się mglistym wspomnieniem, A'isza miała być dumna z faktu że stała się «przyczyną objawienia» i że sam Bóg uniewinnił ją w tych wersach. Przebaczyła nawet Hassanowi ibn Sabitowi jego rolę w rozpowszechnianiu oszczerstw na jej temat, okazując mu wiele współczucia w jego starości, kiedy stał się ślepy. Jednakże jej stosunki z Alim pozostały nadszarpnięte i uległy zaognieniu w wyniku politycznych wydarzeń po śmierci Mahometa, chociaż pogodziła się z nim w jego ostatnich latach”.
W trakcie ostatniej choroby Mahometa uzyskał on zgodę pozostałych żon na pozostawanie pod opieką A'iszy, w jej pokoju. W rezultacie Prorok miał umrzeć w jej ramionach, a następnie zostać pochowany pod podłogą jej mieszkania, w którym A'isza miała pozostać po śmierci swojego męża (później, za zgodą A'iszy, mieli tutaj zostać pochowani także Abu Bakr i Umar). W chwili śmierci Mahometa A'isza miała około osiemnaście lat, była bezdzietna i zgodnie z „Koranem” (XXXIII, 35), jako żona Proroka, nie mogła zawrzeć kolejnego małżeństwa. Podobnie jednak jak pozostałe wdowy po Mahomecie cieszyła się ogromnym społecznym prestiżem i została finansowo zabezpieczona. Umar, ze względu na jej bliskość z Prorokiem, miał umieścić A'iszę na czele rejestru płac (dywanu) muzułmańskiego państwa. Podczas panowania Usmana (644–656) A'isza miała znaleźć się w opozycji do kalifa, chociaż zachowane świadectwa nie wskazują motywów jej postępowania. Po konfliktach Usmana z Ibn Masudem i Ammarem ibn Jasirem A'isza miała wdać się w publiczną, gorącą wymianę zdań z kalifem, podczas której miała pokazać część ubrania Mahometa i powiedzieć: „Ta szata jeszcze się nie rozpadła, lecz Usman już odrzucił sunnę właściciela tej szaty”. Według Al-Jakubiego źródłem niezadowolenia A'iszy z Usmana miała być obniżka jej udziału w podarkach, ustalonego przez Umara na dwa razy większy od innych żon Mahometa, do poziomu przysługującego pozostałym wdowom po Proroku. Podczas oblężenia domu Usmana A'isza miała dalej wyrażać swój krytyczny stosunek do jego osoby, lecz później, prawdopodobnie dostrzegając że oblężenie zakończy się śmiercią kalifa i nie chcąc być wiązana z jego morderstwem udała się na mniejszą pielgrzymkę (umr, w przeciwieństwie do hadżdżu może zostać odbyta o każdej porze roku) do Mekki. Zgodnie z jedną z tradycji w Mekce A'isza miała dowiedzieć się, że po śmierci Usmana kalifem został obrany Talha i zadowolona z takiego obrotu sprawy udała się do Medyny. W drodze do Medyny dowiedziała się jednak że w rzeczywistości kalifem został Ali i zdenerwowana tą wieścią zawróciła. Wydaje się, że natychmiast po powrocie do Mekki A'isza zaczęła twierdzić, że Usman odpokutował za swoje błędy i za jego śmierć powinna być zapłacona cena krwi, wzywając Alego do odnalezienia morderców i wymierzenia im sprawiedliwości. Ali jednak odmówił.
Wkrótce do Mekki zaczęły przybywać kolejne osoby wrogie wobec kalifatu Alego, bowiem A'isza, ze względu na jej prestiż jako wdowy po Mahomecie i córki pierwszego kalifa, wydawała się atrakcyjnym sprzymierzeńcem. Wśród nich znaleźli się m.in. Talha i Zubajr, którzy uważali że to im należy się kalifat, oraz członkowie rodu Umajjadów, na czele z Marwanem ibn al-Hakamem (684–685), szukający zemsty za śmierć Usmana. Według Az-Zuhriego to w tymczasowej rezydencji A'iszy w Mekce opozycja układała swoje plany zemsty za śmierć Usmana i doprowadzenia do wyboru kalifa innego niż Ali. A'isza uważała, że powinni udać się do Medyny, jednak inni przywódcy opozycji uważali że są na to zbyt słabi i ostatecznie zdecydowano, że wyruszą do Basry by tam zebrać dodatkowe siły. W Basrze przeciwnicy Alego spotkali się z raczej wrogim przyjęciem, zaś A'isza osobiście miała być celem szorstkich uwag ze strony lokalnych przywódców. Po wkroczeniu do miasta A'isza wygłosiła mowę z grzbietu jej wielbłąda, najpierw przypominając o statusie swoim i swojego ojca, następnie zaś deklarując iż Usman odpokutował za swoje grzechy i koniecznym jest poszukiwanie odpłaty za jego śmierć, a także zwołanie rady (szura) i wybranie nowego kalifa, co najwidoczniej miało rzucić cień na legitymację rządów Alego. Ostatecznie sprzymierzeńcy zajęli Basrę, zabijając wielu jej mieszkańców, zaś A'isza próbowała wykorzystać swój autorytet by przeciągnąć jak największą liczbę ludzi na ich stronę. Brała ona także aktywny udział w negocjacjach pomiędzy Alim a jego przeciwnikami, które zakończyły się fiaskiem. Gdy stało się jasne że walka jest nieunikniona A'isza wsiadła na swojego wielbłąda, którego siedzisko zostało wzmocnione pancerzem, i udała się na pole bitwy. Od wielbłąda A'iszy nadchodzące starcie stało się znane jako Bitwa Wielbłądzia. W trakcie bitwy szybko wybuchła gwałtowna walka wokół wielbłąda A'iszy i w jej trakcie ochraniający go wojownicy zostali zabici, a w siedzisko A'iszy wbiło się wiele strzał. Na rozkaz Alego wielbłąd A'iszy został obezwładniony, po czym Ali wysłał brata A'iszy, Muhammada, by ten sprawdził jej stan. A'isza miała odnieść jedynie lekkie rany i kiedy przybył Ali poprosiła o pokój. Ali miał następnie odesłać A'iszę do Medyny ze wszystkimi honorami należnymi wdowie po Proroku. W sumie Bitwa Wielbłądzia zakończyła się zdecydowanym zwycięstwem Alego i zginęli w niej zarówno Talha, jak i Zubajr.
Klęska w Bitwie Wielbłądziej zakończyła polityczną karierę A'iszy, jednak nadal cieszyła się ona ogromnym szacunkiem i wpływami wśród muzułmanów. Podczas panowania Mu’awiji (661–680) miała protestować przeciwko zamordowaniu Hudżra ibn Adiego. Ostatnia polityczna kwestia w jaką była zaangażowana miał być pogrzeb Hasana ibn Alego, jednak zachowane źródła różnią się co do tego, czy miała wspierać jego pochówek obok Mahometa, czemu starali się zapobiec Umajjadzi, czy też przeciwnie, sprzeciwiała się jego pochowaniu w tym miejscu. A'isza miała prowadzić skromny tryb życia, wiele czasu poświęcając postom i modlitwie. Ogromne sumy rozdała pomagając swoim krewnym oraz ubogim. Pod koniec życia miała powtarzać, że chciałaby być całkowicie zapomniana i wyraziła życzenie, by nie wyróżniać jej spośród wdów po Mahomecie, chowając obok Proroka. Zmarła w Medynie 13 lipca 678 roku. Na jej pogrzebie było obecnych wielu ówcześnie najbardziej wpływowych muzułmanów. Abu Hurajra, który był wówczas namiestnkiem Medyny, zgodnie z jej życzeniem przewodniczył modlitwie oraz pochował ją w nocy na cmentarzu Baki. W obrzędach pogrzebowych wzięli także udział jej ukochany „syn”, Abd Allah ibn az-Zubajr, oraz jego brat Urwa ibn az-Zubajr, wierny uczeń A'iszy.

## Nauki religijne i dziedzictwo A'iszy
Wycofanie się A'iszy w sferę życia prywatnego po Bitwie Wielbłądziej „było postrzegane jako reprezentatywne dla przyszłej ograniczonej roli kobiet w muzułmańskiej społeczności. Jednak porażka A'iszy była także sygnałem nowego etapu jej udziału w muzułmańskiej społeczności, ponieważ zachowała ona inne źródło prestiżu: swoją znajomość wiary”. W życiu publicznym odgrywała teraz rolę nauczyciela i doradcy. Nadal była powszechnie szanowana przez jej współczesnych za jej wiedzę, a najbliżsi towarzysze Proroka (akabir) zasięgali jej rady w wielu kwestiach, w szczególności korzystając z jej szczegółowej znajomości zasad przyznawania udziałów spadkowych (fara'id). Służyła ona teraz przede wszystkim jako źródło informacji na temat życia Mahometa i jego sunny. Jako jedna z najbliższych mu osób i jednocześnie jedna z najmłodszych w generacji towarzyszy A'isza była wyjątkowym źródłem tradycji. Wiązało się to także z tym że ze względu na swoją żywą inteligencję za życia Mahometa często zadawała mu pytania dotyczące kwestii religijnych i dyskutowała z nim na ten temat, które to rozmowy stały się potem podstawą wielu przekazów. Baki ibn Machlad doliczył się 2210 wiarygodnych hadisów przekazanych przez A'iszę, co stawia ją obok takich towarzyszy jak Abu Hurajra, Anas ibn Malik oraz Abd Allah ibn Amr jako jednego z czterech przekazicieli tysięcy tradycji. Około jedna trzecia „Sahihu” Al-Buchariego pochodzi od A'iszy. Podczas gdy niektórzy uważają to za świadectwo doskonałości A'iszy, szyiccy krytycy postrzegali to raczej jako dowód na to iż zniekształcała ona tradycję. Oprócz tradycji pochodzącej od Mahometa A'isza przekazała także świadectwa pochodzące od jej ojca Abu Bakra, Umara, Fatimy, Sad ibn Abi Wakkasa i innych towarzyszy. Wiele osób miało następnie przekazywać świadectwa pochodzące od niej – wśród nich znajdowali się m.in. Sa'id ibn al-Musajjib, Urwa ibn az-Zubajr, Umar, Abd Allah ibn Umar, Abu Hurajra, Abu Musa al-Aszari oraz Abd Allah ibn al-Abbas.
A'isza była także poważanym komentatorem „Koranu” i przekazała swoją egzegezę swojemu uczniowi Urwie ibn az-Zubajrowi. W kwestii prawidłowej recytacji „Koranu” (kira'at), zachowało się jedynie kilka odczytań przypisywanych A'iszy. Generalnie nie korespondują one z siedmioma standardowymi odczytaniami. Abu Ishagh Szirazi zaliczył A'iszę do fakihów pośród towarzyszy, a Ibn Hazm umieścił ją na czele listy towarzyszy wydających fatwy, obok Alego, Ibn Masuda i Ibn Abbasa. Jej fatwy w większości zachowały się w książkach poświęconych muzułmańskiej jurysprudencji. Poglądy A'iszy były dobrze przyjmowane, szczególnie w Medynie, i można zauważyć pewną rywalizację pomiędzy nią a Ibn Umarem. A'isza często angażowała się w dyskusje na tematy jurysprudencji lub doktryny z innymi towarzyszami, czasami przeciwstawiając się ich opiniom, a czasami je potwierdzając. Ten dialog ze współczesnymi był potem dokładnie studiowany przez muzułmańskich uczonych późniejszych stuleci. A'isza miała być także znawczynią arabskiej poezji, historii i medycyny. Była znana z tego że potrafiła z pamięci cytować wiele wierszy. To dlatego Ata ibn Abi Rabah pisał o niej jako o „najbystrzejszej i najbardziej uczonej pośród ludzi oraz najlepszej spośród nich w swoich opiniach” (Ibn Hadżar al-Askalani, „Al-Isaba”, 8:140).
Rola A'iszy w wojnie domowej po śmierci Usmana jest przedmiotem gorącej debaty w zachowanych źródłach. Niektórzy historycy krytykowali jej decyzję udziału w Bitwie Wielbłądziej, uważając ją za nieprzemyślaną i niegodną jej statusu wdowy po Proroku, jak również po prostu szanowanej kobiety. Stąd At-Tabari zaświadcza, że zwolennicy A'iszy byli przez wielu odrzucani jako tworzący „frakcję prowadzoną przez kobietę” (At-Tabari, 1:3185). Inni sugerowali że była ona naciskana i została oszukana przez tych wokół niej, którzy chcieli wykorzystać jej negatywne uczucia w stosunku do Alego. Źródła szyickie mają tendencję do szkalowania A'iszy za jej udział w kampanii przeciwko ich pierwszemu imamowi. Mutazylici i Aszaryci utrzymywali że A'isza odpokutowała za swoje błędy, podczas gdy uczeni szyiccy nie zgadzali się z tą opinią, twierdząc że nie odpokutowała za nie w jakimkolwiek stopniu. Pro-Alidzki historyk Al-Masudi relacjonuje jak jeden ze zwolenników A'iszy, po tym jak został raniony w trakcie Bitwy Wielbłądziej, publicznie lamentował nad faktem że został „oszukany przez kobietę, która chciała zostać przywódcą muzułmanów” (Al-Masudi, „Murudż az-zahab wa-ma'adin al-dżauhar”). „Większość źródeł sunnickich portretuje A'iszę jako pod koniec życia żałującą swojego udziału w Bitwie Wielbłądziej, która to interpretacja miała jej zapewniać zarówno darowanie winy jak i służyć jako ostrzegawczy przykład dla przyszłych pokoleń kobiet mogących rozważać zaangażowanie się w politykę. Ten ostrzegawczy przykład skrystalizował się w postaci hadisu, w którym Mahomet ostrzega że żaden naród rządzony przez kobietę nie zazna pomyślności”. 
Ten hadis figuruje w wielu zbiorach tradycji, włącznie z „Sahihem” Al-Buchariego, należy jednak zauważyć, że uchodzi on za hadis odosobniony (chabar al-wahid), tzn. taki za którym nie stoi szeroka grupa przekazicieli tradycji. Opiera się on na świadectwie towarzysza Nufaja ibn Masruha, znanego jako Abu Bakra (zm. 671 lub 672), który był uważany przez niektórych za mniej niż wiarygodnego w swoich przekazach i został wybatożony przez Umara za pewien występek. Hadis ten pozostaje także w sprzeczności z koranicznymi wersami (XXVII, 22-41), które chwalą rządy królowej Saby, oraz z praktyką Mahometa zasięgania porad w kwestiach politycznych u swoich żon, w szczególności Chadidży i Umm Salamy. Wszystko to sugeruje że obieg hadisu przypisywanego Abu Bakrowi był motywowany politycznie i według wszelkiego prawdopodobieństwa było to w dużej mierze spowodowane kontrowersyjnym przywództwem A'iszy nad rebelią przeciwko Alemu. To na podstawie tego hadisu Al-Mawardi ustanowił swój ścisły zakaz piastowania jakichkolwiek politycznych urzędów przez kobiety („Ahkam as-sultanijja”, 28). W sumie należy stwierdzić, iż „debata na temat politycznej aktywności A'iszy w najwcześniejszych arabskich tekstach jest bezpośrednio powiązana z szerszą kwestią dotyczącą miejsca kobiet we wczesnomuzułmańskim społeczeństwie oraz ich udziału we władzy”.
Jako żonie Mahometa A'iszy przysługiwał koraniczny epitet „Matki Wiernych” (XXXIII, 6). Inny stosowany w stosunku do niej epitet to „ulubienica ulubieńca Boga” (habibat habib Allah), co wskazuje na jej szczególną pozycję w domu Proroka. Inne jej przydomki to siddika bint as-siddik, wywiedziony od przydomku jej ojca as-Siddik („Wiarygodny”). Używano także w stosunku do niej kunji Umm Abd Allah, ze względu na jej bardzo bliską relację z jej siostrzeńcem Abd Allahem ibn az-Zubajrem, którego bezdzietna A'isza traktowała jak syna. A'isza miała być dumna z posiadania dziesięciu wyróżniających ją cech: 1) była jedyną żoną Mahometa poślubioną jako dziewica; 2) oboje jej rodzice byli muhadżirami; 3) Bóg ogłosił jej niewinność w Koranie; 4) anioł Dżibril objawił jej wizerunek Mahometowi i kazał ja poślubić; 5) obmywała się w tym samym naczyniu w którym czynił to Prorok; 6) Mahomet modlił się w jej obecności; 7) była jedyną żoną Proroka w której obecności otrzymywał on objawienia; 8) Mahomet zmarł w jej ramionach; 9) zmarł on w nocy kiedy należał do niej; 10) został pochowany w jej pokoju.
"Dla wielu współczesnych muzułmanów pozostaje ona ikoniczną figurą, której pełne pasji i bogate w wydarzenia życie stanowi wyzwanie wobec tych narracji, które zaciemniają kobiecy wkład w powstawanie muzułmańskiej tradycji. W tym ujęciu, w kontraście do społecznego i prawnego statusu kobiet w następnych wiekach, A'isza wyróżnia się jako idealizowany symbol religijnego i społecznego wzmocnienia ich statusu, który islam początkowo obiecywał kobietom, ale realna polityka poważnie osłabiła w ciągu kolejnych stuleci”.